# Diplomas de Español como Lengua Extranjera
De Diplomas de Español como Lengua Extranjera (Spaans voor Diploma's van het Spaans als Vreemde Taal; DELE) zijn officiële taaldiploma's uitgegeven door het Cervantesinstituut en het Spaanse Ministerie van Onderwijs voor hen die Spaans als vreemde taal aanleren. Het certificaat is onderverdeeld in zes niveaus die vrijwel samenvallen met het Gemeenschappelijk Europees referentiekader.

## Niveaus
- Niveau A1
- Niveau A2
- Niveau B1
- Niveau B2
- Niveau C1
- Niveau C2